# 死の島 (福永武彦)
『死の島』（しのしま）は、福永武彦の長編小説。1966年（昭和41年）1月から1971年（昭和46年）8月にかけて『文藝』に断続的に連載され、1971年（昭和46年）9月と10月に、河出書房新社より上下巻で刊行された。文庫版は新潮文庫、のちに講談社文芸文庫より、同じく上下巻で刊行されていた。
主人公の相馬鼎が、知人の2人の女性が広島で自殺を図ったとの一報を受けて、東京を夜行列車で発ち、病院で2人の生死を確かめるまでの、1954年（昭和29年）1月23日未明から翌日未明までの24時間の流れに、様々な「過去」の断章が挿入され、女性の一方が自殺を企てた背景にある広島での被爆体験といった過去の事情が少しずつ明らかになってゆく、という構成の作品である。
福永が長年にわたって追求してきた、死の優位と愛の不可能性というテーマの集大成的作品であり、福永の最後の長編にして、代表作である。本作は1972年（昭和47年）、第4回日本文学大賞を受賞した。

## 作品の構成

### 断章群
『死の島』は、複数の系統に分類される、全部で99の断章から成る小説である（系統の数については、四つ、五つ、六つ、八つ、などと論者によって数え方が異なる）。線的な時間として描かれる「現在」のあらすじは複雑なものではないが、その間に挿入される様々な「過去」の時間が、作品を複雑なものとしている。五つ説に従えば、系統は以下の通りである。
- 1954年（昭和29年）1月23日未明から翌24日未明までの、主人公・相馬鼎の行動を描く24時間の「現在」[18][19]。悪夢を見て目覚め、勤務先の出版社に出社した相馬鼎が、2人の女友達が広島で自殺を図ったとの一報を受け、東京発12時35分発の夜行列車である急行「きりしま」に乗り、翌朝4時36分に広島へ到着して、駆けつけた病院で2人の安否を確認するまでの、24時間の過程が語られる[19][4]。31の断章により成り、線的に流れている時間である[19]。この24時間は「暁」で始まり、「朝」「午前」「正午」「正午過ぎ」「午後」「夕」「夜」「深夜」「暁近く」「暁」「朝」と、時間の推移を少しずつ追いながら進められる[18]。最後の「朝」では、「朝」「別の朝」「更に別の朝」という、3種類の結末が描かれている[19]。

- 相馬鼎と、2人の女友達との交流を描く「過去」の断章群[14][19]。相馬鼎が想起する、画家の萌木素子とその同居人である相見綾子と過ごした時間が描写される[20]。相馬鼎が素子の絵を見て、2人と出会うきっかけが生まれた「三〇〇日前」（1953年3月29日）から、2人の女性の失踪が判明する「一日前」までの約10ヶ月の出来事が語られる[20][19]。これも31の断章により成り[19]、この断章は時間の流れに沿ってではなく、断片的かつ無秩序に並べられるが[20]、近い過去と遠い過去とを往復する、一定の法則には基づいている[19]。

- 相馬鼎が、素子と綾子の2人の「過去」をモデルとして書いている小説「カロンの艀」「恋人たちの冬」「トゥオネラの白鳥」の断章群[14][21]。「カロンの艀」は4の断章により成り、2人をモデルにしたA子とM子が病院で知り合い、同居に至る過程が語られる[22]。「トゥオネラの白鳥」は6の断章により成り[22]、広島で同人雑誌『土星人』に加わっていたM子が大学生のSと交際するようになるが、朝鮮戦争勃発直後にSが自殺する、という話が語られる[11]。「恋人たちの冬」は7の断章により成り、A子がKという男と駆け落ちする過程が語られる[23]。これらの小説は、相馬鼎が「ノオトブック」に書いた自身の作品を読み返すという形で語られる[21]。また、いずれも三人称で語られ、未完である[23]。

- 自殺の数日前からの素子の独白である、「内部」という断章群[21][14]。AからMまでのアルファベットを附した、全部で13の断章である[21][22]。素子が自殺を決意してから綾子と広島まで旅をし、服毒するまでの意識の流れが描かれるが、最後の「M」は文字の一切ない、空白のページとなっている[22]。この断章では主に「わたし」という一人称が用いられるが、原爆投下直後の広島を回想する場面では、カタカナ漢字混じりの三人称で記述される[22]。

- かつて綾子が愛して別れた、名前の明かされない男の独白である、「或る男」の断章群[21][14]。5の断章によって語られる[22]。この断章は1954年1月23日の朝から24日の深夜にかけて、相馬鼎の「現在」と並行して語られる[22]。

このような構成によって読者は、相馬鼎の24時間の「現在」を軸として、相馬鼎が想起する「過去」、相馬の小説に描かれた作中人物の「過去」、独白として語られる他者の「過去」の間を、移動しながら読むこととなる。

### レミンカイネン組曲
こうした『死の島』の構成について、福永は以下のように語っている。
シベリウスの「レミンカイネン組曲」は、「レンミンカイネンとサーリの乙女たち」「トゥオネラの白鳥」「トゥオネラにおけるレミンカイネン」「レミンカイネンの帰郷」によって成る組曲で、フィンランドの神話「カレワラ」に取材したものである。
本曲の題材となった「カレワラ」には、レミンカイネンが身体をばらばらに切り刻まれてトゥオネラの河に捨てられたことを知った母親が、その身体の断片を拾い集めて蘇生させ、故郷へ帰るという物語がある。首藤基澄は福永のエッセイ『私の内なる音楽』を参照しつつ、レミンカイネンの身体の断片を表現するため、断片を用いて作曲したシベリウスの手法に、福永は決定的な影響を受けた、と推察している。

## あらすじ
『死の島』は、相馬鼎が見た夢の内容である「序章・夢」から始まる。相馬は目の前に広がっている、「ただ瓦礫と土と死臭そのものの空気と、そして停止した時間が重たく地上を覆っている風景」に愕然としてのち、「そうだったのか。これは水爆だ。強力な水素爆弾が破裂したあとの地上の光景なのだ」と気がつく。
1953年（昭和28年）3月29日（300日前）、展覧会で萌木素子の『島』という絵に強く惹かれた相馬鼎は、そばで同じ絵を見ていた相見綾子を、作者と間違えて話しかける。そして、勤めている六根書房から刊行される『平和への手引き』という本の表紙絵を素子へ依頼することを思いつき、社の了承を得て、素子が住む下宿を尋ね、彼女と同居している綾子と再会し、素子が被爆者であることを知った。
以後、相馬は絵や音楽を通じて、または一緒に出掛けたり食事を共にしたりしつつ、2人の女性と親しむようになる。2人もまた、相馬へ単なる好意を超えた感情を抱くようになるが、相馬はどちらかを選ぶということはせず、煮え切らない態度を取り続けた。12月28日（26日前）には綾子が、翌年1月19日（4日前）には素子が、それぞれ一人で相馬のアパートを訪ね、彼への愛情の意思表示をする。しかし相馬のほうでは、はっきりとした意思表示を頑なに避けた。
1月20日（3日前）には、綾子が再び相馬のアパートを訪ねるが、相馬は好意を伝えて彼女の手を取るものの、それ以上先には進もうとしなかった。その夜に綾子と素子は、ほとんど同性愛的な気持ちを確認し合った上で、広島へ死出の旅へ出ることを決める。翌1954年（昭和29年）1月21日（2日前）に東京を発ち、22日（1日前）の朝に広島に着いた2人は、終日広島の街を歩いた後、宿で寝る前に一緒に服毒し、自殺を図った。
相馬は21日、22日と2人が不在であることを訝しんでいたが、23日（当日）の朝、下宿の主人から広島から緊急の電報が来たことを告げられる。駆けつけるとそれが2人の危篤を伝える報せであったため、広島へ行くことを決め、綾子の実家に立ち寄って事情を話してのち、タクシーを飛ばして、昼過ぎの急行「きりしま」にぎりぎりで間に合う。途中、相馬は名古屋で2人のうちの一人が死亡し、もう一人が昏睡状態であるとの電報を受け取るが、どちらがどちらかは不明だった。相馬は2人の女性への気持ちを確かめようと、自身が書いた小説を読み直すなどしているうちに、24日払暁に、列車は雪の降る広島へ到着する。そのとき駅員の「ひろしま、ひろしま、……」というアナウンスが、相馬には「死のしま、死のしま、……」と聴こえた。そして2人の生死を確かめるべく、相馬は再びタクシーを飛ばして病院へと駆けつけた。
結末は、3通り用意されている。第一の結末「朝」では、素子が死に、綾子が助かる。第二の結末「別の朝」では、綾子が死に素子が助かるが、素子は発狂してしまっている。第三の結末「更に別の朝」では、綾子と素子の両者が死に、霊安室で2人を前にして、相馬は無力感に打ちひしがれる。
「終章・目覚め」は、相馬が気がついたとき、窓の前に立って外を見ていたという場面から始まる。ここがどこなのか、今がいつであるのかは明らかではないが、広島の病院よりも以前であることは決してない、と相馬は思う。ここで初めて相馬は、小説とはどういうものか、小説を書く行為の根拠は何かという、明確な意識に辿り着き、「……しかし小説によって、己の「小説」によって、死者は再び蘇り、その現在を、その日常を、刻々に生きることが出来るだろう。己の書くものは死者を探し求める行為としての文学なのだ、いまそれは死そのものを行為化することなのだ……」と考えるのだった。

## 登場人物
- 相馬 鼎（そうま かなえ） - 主人公[40]。楽天的な性格の[15]、小説家志望の青年で[18][41]、女友達の相見綾子と萌木素子をモデルに小説を書いている[42]。良心的な出版社「六根書房」に勤務しており、「意識君」という渾名を持つ[43]。北海道出身であることから、シベリウスに親しんでいるほか[42]、ベックリン、英書、独書にも親しむ文化的インテリ[44]。
- 萌木 素子（もえぎ もとこ） - 画家[18]。真の主人公ともされる存在[45][46]。年齢は27 - 28歳ほど[47]。昼間は私立女子高校で美術教師をし、夜には新宿のバア「レダ」で働きつつ、絵を描いている[48][49][50]。女学生時代に広島で被爆した過去があり、原爆症と、全身のケロイドが残っている[49]。「地獄ノ風景」を目にした被爆体験以来、他者に心を閉ざし、生への希望を抑圧して生きている[49]。
- 相見 綾子（あいみ あやこ） - 萌木素子と同居している女学生[12]。医者の家に生まれ、「あたし」といったお嬢様言葉を使う、明るく優しい娘[51]。育ちがよく、何ごとにも控え目な性格[52]。実母を知らず[53]、かつて、継母の入った家庭への反撥から、恋人と同棲するために家を出たが、関係が破綻したために自殺未遂をした過去がある[21][54]。その服毒後、入院した病院で原爆症の治療に来ていた萌木素子と知り合い、勧められるままに同居を始めた[54]。
- 「或る男」 - 中年の結婚詐欺師[43]。次から次へ女を騙して渡り歩くドン・ファンで[55]、かつて相見綾子とも恋愛関係にあり、同棲していた[51]。女遍歴の中で唯一、自分を捨てるかのように出て行った綾子や[54]、幼い頃に支えとなってくれた「ああちゃん」のことを忘れがたく思っている[56]。幼時に母親を亡くしており[53]、「或る男」の章では、母親と暮らしていた幼年期について繰り返し語り、最後には綾子の面影を求めて雪の中をさまよった末に、意識を失ってゆく[57]。

## 執筆・発表経過

### 『カロンの艀』
『死の島』は、1950年代には既に構想されていたことが判明しており、公表されている創作ノートの断片には、1950年（昭和25年）から1953年（昭和28年）にかけて書かれたものが存在する。福永は1947年（昭和22年）10月から1953年（昭和28年）にかけて清瀬の結核療養所に入院しているが、退院後の1953年11月には『文學界』に、『死の島』の原形となる短編小説『カロンの艀』（カロンのはしけ）を発表している。
『カロンの艀』については、当初から『死の島』の構想があり、その一部を短編として発表したのか、短編である本作が膨らんで『死の島』の構想へと繋がっていったのか、福永がその双方を仄めかす発言をしているため、両作品の関係性は明確ではない。本作の登場人物は、相川 綾と佐伯 悠子という2人の女性と、風間 良太郎という男性で、それぞれ『死の島』の相見綾子と萌木素子、作中作「カロンの艀」の「K」に相当する人物である。
あらすじとしては、幼い頃に実母を亡くして継母から辛い仕打ちを受けている相川綾が、風間良太郎との恋を契機として家出をするが、風間との同棲生活にも失敗し、絶望して自殺未遂を起こす。その後、同じ病室に入院していた被爆者の画家・佐伯悠子に誘われて同居することとなるが、いつまでも悠子の世話になっていることに耐えられず、自立して就職しようとする。それを知った悠子は、ベックリンの作品を想起させる、暗い海に浮かぶ島の絵を描きつつ、被爆以来死を見つめてきた自分が、綾子と共に生きていくことを望んでいることを自覚する、というものである。
福永は『草の花』（1954年）完成後、新潮社から次なる作品の執筆を提案され、『カロンの艀』を発展させた作品を試みたが、書いているうちに、余りに広がり過ぎたためにこれは取りやめ、別の作品として新潮社へは『海市』（1968年）を書いた、としている。また『カロンの艀』は、雑誌に発表されたきりで、その後、どこにも収録されていない。
のちの菅野昭正との対談では、福永は『死の島』の発想の端緒について、「序章・夢」で描かれた通りの夢を見たことであったとし、それが具体化したのは『草の花』の発表後、中村眞一郎がこの作品には善意の人物しか登場せず、「悪意」がない、との旨の批評を寄せたときのことであるとしている。この「悪意」を描くため、福永はのちに『夜の三部作』としてまとめられる『冥府』『深淵』『夜の時間』を発表したが、さらに『夜の時間』辺りの延長として『カロンの艀』をふくらませ、「昼」の人物と「夜」の人物を組み合わせたような、「よくばっていうならば、「草の花」と「冥府」とをいっしょにしたような小説を書きたい」との思いから、『死の島』を書き始めたとしている。

### 連載・刊行
『死の島』は、1966年（昭和41年）1月から1971年（昭和46年）8月にかけて『文藝』に、断続的に連載された。連載時の挿絵は駒井哲郎。詳細には、1966年1月に始まった連載は4月に一旦休止し、6月から12月まで、翌1967年1月から10月、1968年1月から5月、8月・10月・11月、1969年1月から6月、8月から12月、1970年1月から10月、1971年4月から8月に掲載された。回数は全56回である。
福永は本作の連載と並行して、『風のかたみ』を『婦人之友』に連載し（1966年1月-1967年12月）単行本を刊行（1968年）しているほか、『海市』（1968年）も刊行している。
単行本は、1971年（昭和46年）9月に上巻、10月に下巻が、河出書房新社より刊行された。上巻には、附録として逆算用の「七曜表」の栞が、下巻には「急行きりしま」の「時刻表」の栞が付属していた。また、目次はフランス風に巻末に収められており、複雑な時間構成を一目で見て取れるようになっている。
福永は、本作完結後の「作者の言葉」で、次のように述べている。
『死の島』は、上下巻合わせて900ページに及ぶ、質量ともに福永の代表作であり、6年間を費やした、ライフワークでもあった。加賀乙彦は『死の島』のほか、同年には武田泰淳『富士』、野間宏『青年の環』といった、戦後文学者が長い年月をかけて書き上げた集大成的な大作が、揃って完結発表されたことから「一九七一年という年は日本文学にとって記念すべき年になるだろう」と述べている。
1972年（昭和47年）、本作は第4回日本文学大賞を受賞した。なお同時に、円地文子 『遊魂』も受賞している。

## 受容
『死の島』は福永の代表作であり、評者によっては戦後日本文学の金字塔の一つと評されるなど、文学的な評価こそ決して低くないものの、知名度は低く、現在では広く読まれることのない作品となっている。1976年（昭和51年）に上下巻で刊行された新潮文庫版はその後絶版となり、2012年（平成24年）の時点でも再刊はなされぬままとなっている。2000年（平成12年）に、CD-ROM『新潮文庫の絶版一〇〇冊』に電子データとして収録された程度である。
岩津航は、福永自体は継続的に復刊や日記の刊行、作品の翻訳、研究、学会発表などがなされており、決して忘れられた作家ではないとしつつ、質量ともに代表作である『死の島』が読まれにくい状況となり続けている理由として、「八つの系列に分類される九九の断章から成る語りの構造が、あまりに複雑で敬遠されるということ、そして原爆小説という「戦後」的側面が時代遅れと見なされていること、芸術家小説であることがある種の「気取り」と捉えられてしまうこと、などが挙げられる」と述べている。

## 評価・分析

### 断章群について
清水徹は、本作を「複雑・精巧な鏡装置」と呼び、それを示す例として、広島駅に到着した相馬鼎の耳に、駅のアナウンスの「ひろしま」が「死のしま」と聴こえた、という場面を挙げている。そして、実際には長旅に疲労した相馬の幻聴なのだろうが、この二つの語の間には、「ひろしま」を「死のしま」と受け止めて映し出す鏡があるのだとし、今もなお「死」が至るところに潜んでいる原爆の街「広島」を映し出しているその鏡面は、萌木素子の絵『島』や、素子と綾子との干渉、自殺の報を聞いて始まった長く暗い旅、といったものによって準備されたものなのである、としている。一方で、鏡は主人公の内部にのみ存在するものではないとし、五つの系列を持つ本作の構成について、「さながら内部に五系列の鏡面を精緻に張りめぐらした複雑多面体の建物というふうに見える」と評している。
首藤基澄は清水の論を受けて、相馬鼎の断片のうち、1月23日から翌日にかけてのものを第一の声部、「三〇〇日前」から過去への遡行を第二の声部、彼の書いている小説を第三の声部（さらに三つの声部に分かれる）とし、「福永はビュトールの方法、時間割りを実に巧妙に援用しながら、それをはるかに越える作品世界を現出してみせているのである」と、ミシェル・ビュトール『時間割』との類似性を指摘しつつ考察している。
また首藤は、本作が相馬の見る夢である「序章・夢」で始まり「終章・目覚め」で終わること、終章の場面が場所も時間も定かでない、意識的に焦点をぼかしたものとなっていることから、これもまた夢の続きであり、『死の島』は全てが、相馬の夢物語だったのではないか、と推察している。そして、序章と終章に挟まれた部分が現実であれば、相馬は作家志望の青年でありながら、素子や綾子の内面に食い込んでいくだけの強さを持ち合わせていないという非難は免れないが、夢物語であったとするなら、「或る男」の悪意の人生や、素子の暗黒意識に囚われた生などを徹底的に経験したことになり、終章における「小説家としての目覚め」も、より決定的なものになる、としている。
佐藤泰正は、清水の論を引きつつ、本作の構造について「まことに精緻というべく、すべてがひとつの主題に整序され収斂されてゆく統一感は、まさに見事というほかはない」と賞しつつ、しかしこの整序こそが本作の限界を示しているのではないかとも述べ、「作者が敢てここに用いたこれら「断章」の「対位法」的操作とは、まさにたがいを対象化し、相対化なしうるものである筈だ。しかしここには、あの視角の軸を異にするものがあい搏つ、あの不意打ちの驚きはない。ひとつの志向や発想がその根源から問われる、異者の対峙はない。すべてが作者の目指す作品の古典的完結という一個の球体の裡に、整序され収斂される。その異質な時間の挿入（とも見えるもの）にもかかわらず、作者がかたく信じているのは疑いもなく、不易な物語の時間である」と述べている。
平岡篤頼は、附録のカレンダーや目次などの補助道具にも拘わらず、読者の受け取る印象が、「一方向的に流れてゆく連続的時間の印象ではなく、いくつもの孤立した瞬間のモンタージュの印象である」理由として、文学青年の相馬鼎が「現実というものは持続しているものじゃないの？」と尋ねる萌木素子に説明する以下の台詞を引用して、「たんに過去の断片が前後を無視して無秩序に現在の断片と並列されているばかりでなく、この小説を支配する時間が多元的であり重層的である事実にも由来しているから」と考察している。
平岡は、本作の登場人物は、被爆者として死の観念に取りつかれた素子・希望と絶望との間に引き裂かれている綾子・女を喰いものにすることでしか生きられない自己を嫌悪している「或る男」と、みな迷い、模索し、悶え苦しんでいる存在であり、「それぞれの内面が、断片として相互に切り離されて、孤立を脱することができないでいる」としている。さらに、相馬鼎の三部の小説や、素子の内的独白「内部」の下部の、無意識の記憶である片仮名書きの被爆体験など、「同じひとりの人間の内部でも、時間は幾層にも分離」していることを指摘し、そうした無意識下の光景もまた素子の思考や行動を決定している理由として、「なぜならば孤立した断片の多元的で重層的な集積というかたちをとったこの不連続的な時間とは、結局のところ空間化された時間にほかならず、過去の断片もすべて現在を基点として振り返られている、というか現在のなかに再生しているという意味で、『死の島』全篇が現在という空間を構成しているからである。過去に呪縛され、未来を閉ざされて、現在の瞬間に停止させられた空間、すなわち死の意識に閉ざされた空間である」と考察している。
倉西聡は、相馬鼎が生きる時間は、「○○日前」という過去の表示や、急行「きりしま」の車内で彼が始終時刻表を調べて現在地を確認していることから、「彼の生きる時間は直線的な、等間隔で区切られていく時間である」としている。一方、他の登場人物の時間は相馬とは異なり、萌木素子は「わたしの時計は午前八時十五分で止り、そのあとは永遠に停止した時間の中でわたしが生き埋めになったまま、この失墜の感覚だけが残っていたということだ」と語るように、真の時間は過去に拘束されたままになっており、相見綾子の時間は明確にされないが、作中の各所で常に過去に囚われたままであることが明らかであり、「或る男」も幼児期に母と過ごした時間をはじめ、繰り返し自身の過去を語っている、というように、いずれも相馬のような直線的な時間を生きていない、ということを指摘している。
倉西は、また相馬が信じてきた時間も、2人の女を救うために広島へ向かったのにも拘わらず、車内で一人の女の死を知らされたり、2人のどちらを愛しているかを確かめるために、彼女らをモデルとした自分の小説を読み返しても、答えが得られなかったりするように、広島へ進めば進むほどに、その無力をさらけ出す、とし、そうして相馬の時間が無力化した挙句、車中での相馬の夢と「三つの朝」が描かれることで、相馬を中心とする時間構造は徹底的に破壊され、「相馬が二人の女を救うことができず現実に敗北しただけでなく、その相馬に寄り添う形でこの小説を読み進めてきた読者もまた小説に裏切られて、自己の寄り添ってきた直線的な時間そのものに疑問を持たざるをえない」と述べている。

### 結末について

#### 三つの朝
本作に3通りの結末が存在することについて、福永は菅野昭正との対談で、以下のように説明している。
佐藤泰正は、この結末について福永の「作者の言葉」から「読者の想像力との共同作業によって作品の世界が完結する」を引き、「しかし作者が読者という他者とその世界を共有せんとするならば、その末尾に示された三通りの結末は、真の選択ではありえまい」と批判している。
倉西聡も、佐藤の批判に賛同し、上述の福永の言葉を引いて、このように作者自身が合理的な解釈を打ち消した以上、「即ち「深夜」から「三つの朝」に続く部分を合理的に解決すること自体に無理があるわけで、矛盾は矛盾、混乱は混乱のままで読むしかない」と述べている。一方で、「実際ここで示されているのは相馬中心の時間、或いは相馬を中心として組み立てられた時間構造の徹底的な破壊であり、作品の表層部分を形成し、読者の興味を引きのばす役割を果たしてきた推理小説的設定の非力化である」とし、2人の女性を救えず現実に敗北した相馬のみならず、相馬に寄り添って作品を読み進めてきた読者も小説に裏切られ、自己の寄り添ってきた直線的時間に疑問を持たざるを得ない、としている。

#### 終章・目覚め
菅野昭正は、作中の人物が「自分の小説はかくあるべし」という認識に到達したところで終わる「小説を発見する小説」は、マルセル・プルースト以来多く書かれてきたとし、『死の島』もまたその系列に連なる作品であるとしている。そして結末における相馬鼎の「……しかし小説によって、己の「小説」によって、死者は再び蘇り、その現在を、その日常を、刻々に生きることが出来るだろう。己の書くものは死者を探し求める行為としての文学なのだ、いまそれは死そのものを行為化することなのだ……」といった宣言が、相馬の小説発見宣言の核であるとしている。そしてこの宣言について、「彼は抽象的な、あるいは一般的な規準をもとにして、小説はどうあるべきかを考えているのではなく、自分がたどってきた内面の体験の具体的な特殊にもとづいて、やがて書かれるべき小説の構図を思い描いている。そんなふうにして、内面にふかく積みためられた死の意識を核としているからこそ、この小説家としての目覚めの章は、読者の心にふかく食いこんでくるのにちがいない」とし、「序章・夢」の水爆投下後の情景で既に提示されていた「死の意識」が、その後に記述される萌木素子や相見綾子との交流や、自殺を決意した素子の独白などによって拡大・深化されていっており、またその過程は、相馬鼎の内面が堅固に構築されていく過程でもあった、と述べている。
倉西聡は、三通りの「朝」のあとで、現実に敗北したはずの相馬が自己の小説論を滔々と述べる「終章・目覚め」について、繋がり方が唐突であり、相馬が自己の外部にあったはずの「死」、つまり萌木素子や「或る男」の時間を自己のものにしたことが読み取れるが、それがいつ、なぜ可能になったのかは示されていない、と述べている。そして、これは「終章・目覚め」で相馬を突如として全知の存在としてしまったことにより生じる問題であるが、相馬の語る小説論が、福永がかつて著した『二十世紀小説論』で語られているものと重なっていることから、相馬を現実に敗北させても小説論までは敗北させることができず、無理を承知で書いたのではないか、と考察している。

### 登場人物らの分析

#### 相馬鼎
首藤基澄は、相見綾子と萌木素子の両方を愛し、結局はどちらかを選択することのできなかった相馬鼎に関して、その反省の弁一つをとっても「優柔不断な男の甘さが余すところなく露呈している」とし、一方で「相馬のこの甘さ、優柔不断なところが、二人の女にとっては魅力的であり、同時に生きることを断念させるもとでもあった」としている。同時に、相馬の役割について「相馬のナイーブな、非行動性が、二人の女の抑制した愛と虚無の深さを存分に引き出していくことになり、双魔〈注・後述〉の愛の美しさを、読者に存分に印象づけることになる」とし、また『死の島』のモチーフとしては、死だけでなく恋愛があり、「相馬は、この二つのモチーフを存分に展開する役割を演じているといわねばならない」と考察している。
また首藤は、福永にはアナグラムへの愛好があり、六根書房の社員にも「六根自在」から発展した渾名があることから、相馬鼎の名前にも作品を解く鍵があるとみられるとし、相馬の「ソウマ」は「双魔」であり、二つの魔を意味しているのではないかとし、その二つの魔は相見綾子と萌木素子であり、相馬が二つの魔を選択できずに、結局は素子が綾子を惹きつけて破局を迎えることになる、としている。また、作品の構造は相馬鼎を中心に、彼の丸一日の内部・三つの小説・日割りされた過去、の三部という「鼎」を形成しており、さらに相馬の内部・素子の内部・「或る男」の内部によって一層複雑な構造になっている、と考察している。
加賀乙彦は、本作中の女たちに比べると、相馬鼎は作者からかなりの距離を持って描かれている人物であり、「この善良で真摯だが、どこか無器用で頼りなく、楽天的でありながら深刻ぶる愉快な人物は系譜としては作者の従来の小説にも出てくる芸術家の変形」であるが、別に職業を持ちつつ小説家を目指しているところが違うとし、「世俗の垢にまみれ翻弄されながら、しかもどこかで自分を保ち素朴にひたすら絵や音楽や文学を愛しているこの青年は、女たちによって物語が息詰まるような雰囲気となった折に、笑で窓を開く役割を果している」と述べている。

#### 萌木素子
今西幹一は、被爆以来心を閉ざし、「ニヒリズムのかたまり」「人の心の底まで見抜くような……、悪魔の宿っている眼つき」という印象を抱かせる風貌となっている素子を、「すでにヒロシマで、あの二十・八・六に一度死んでしまった」といっていい存在であるとし、彼女にとって死の誘いは早くからあり、ただそれと一体になることを延ばしてきただけである、としている。そして実際に、自殺の2日前に相馬鼎のもとを訪れて唇を重ねるが、それ以上の行為を望む相馬を拒んで部屋を出て行ったこと、それ以前の初めての相馬からの求愛の際にも、ケロイドの残る裸身を晒して拒んでいることから、「素子の虚無は深く、死しか選ぶすべはなかったのである」とし、相馬鼎がノーマンズ・ランドの夢を見るのは2人が自殺を決行した明け方であることから、そのとき初めて相馬は素子と同じ虚無の地平に立ったが、そのとき既に素子はこの世にはいなかったのである、としている。
菅野昭正は、「萌木素子のなかに多量の死の意識が沈澱しているのは、生きる意志がそれだけ強烈だからである」とし、「被爆の瞬間の記憶がもどってくるたびに、彼女はおそらく生きる意志を燃焼させ、生きていることを証しだてるに足りる愛の対象を見つけだそうと努力したにちがいないし、逆にまた、生きようとする意志、あるいは愛したいという欲望が燃えあがるたびに、彼女の内部にふかく食いこんだ被爆の瞬間の記憶は、意識の全面を覆ったにちがいない」とし、最終的に死を決意する前の、こうした長い反復の過程は、簡単に記されているに過ぎないことで、却って読者の中に濃密に浮かび上がってくる、としている。また、相馬鼎が書く小説「カロンの艀」「トゥオネラの白鳥」も、それを理解することはできておらず、人生のことが何もわかっていないとして、素子に「馬鹿な人である相馬さん」と呼ばれる相馬には、それがわかるはずもない、としている。
首藤基澄は、被爆という惨劇体験を背負い込んでいる萌木素子は、「明るい太陽」を思い描く相見綾子に対して、「真白ナ太陽」「冷タイ、澄ミ切ッタ、大キナ円盤」（「内部」L）に籠絡されてしまっている、と指摘している。一方で、極めて明晰な頭脳と繊細な感覚を抱いており、「世俗的な欲望に一切関係なく、現実を感受し、妥協することを許さなかった」存在であるとし、「四日前」に一度は相馬の胸に飛び込みながらも、「奪われるのは厭だ。奪うのはわたしだ。愛されるのは厭だ。愛するのはわたしだ」と考えて逃げ出してしまう彼女は、愛されよと指図する「それ」（死、地獄、運命であるもの）に背いて自律と明晰を保とうとしたために、却って「それ」に籠絡されて死への道を急ぐことになったのである、としている。
高山鉄男は、福永は現代において稀な悲劇的感覚を備えた作家であるが、死の主題が真の悲劇を構成するのは生への願望の激しさと表裏をなしたときであって、『忘却の河』の感動の源泉もまた、生への復活の祈願にあるのではないか、とした上で、しかし『死の島』からは死からの回復の願望を読み取ることができず、「この小説の真の主人公（と私は思う）である素子の内面は、ただひたすら荒涼としていて、あらゆる回復を拒むもののように思われるのだ」「女主人公の素子における生の拒否は、作者がこれまでに描いたあらゆる主人公にもまして、純粋かつ徹底している。彼女は、死からの復活のあらゆる可能性を拒むものとして終始し、そこにはほとんど死の倨傲さえ感ぜられるのだ」と述べている。その理由として、「被爆という非個人的なもの、あらゆる情緒を圧殺する無機的な体験」があったことや、作者があらゆる感傷性を排するため、生への願望や生の悲しみを排除したのではないか、と考察しつつ、「いずれにせよ、成熟した技法と均衡のとれた文体によってなる一遍の悲劇『死の島』は、主人公素子の魂の叫び声をついに聞かせないまま終るのである」としている。

#### 相見綾子
首藤基澄は、相見綾子は北方志向の相馬鼎に対し、「あたしはどうせ行くのならフランスとかイタリアとか、明るい太陽の照っているところへ行きたい」と口にするように、明るい性格であり、一途に相馬鼎に思いを寄せているが、相馬のほうはその愛を受け止めきれずに身をかわしてしまうため、彼女の純粋な愛情をあぶり出すのは、かつて同棲していた「或る男」の役割になっている、としている。
菅野昭正は、萌木素子ほどではないように見えるが、相見綾子もまた過去の重荷を負う人物であるとし、幼時の孤独に加えて、その孤独をうずめようとして求めた愛を失ったことが、彼女の中に死の意識を育て始めた、としている。そして死を意識した原因となった過去との対話は、恐らく萌木素子と同様の激しさで、彼女の内部では絶えず続けられていただろう、と述べている。
山田博光は、「この作品は、現代の虚無とその前における愛の無力の嘆きを描いた作品といえるが、現代の虚無の根源が広島の原爆にあることを暗示している。なぜなら、素子は自分の絶望から死んだが、綾子は自分の絶望というよりは、多分に素子への愛から死んだのであるから」と述べている。
竹田日出夫は、綾子は『死の島』の、恋愛小説としての面の中心であるとし、山田の意見に賛同して、綾子は「或る男」以上に萌木素子を愛していたのではないか、一方で相馬鼎に対して好意以上のものを持っていたとするのは、彼の錯覚ではなかったか、としている。そして相馬鼎を愛せなかったのは「或る男」との生活の傷跡であり、その傷跡によって異性の相馬ではなく素子へ愛を向けたとすれば、一種の同性愛に図式が成立する、と考察している。
松野志保は、他の登場人物とは異なり、綾子だけは本人の視点から書かれた部分がないことに着目し、「綾子は他の登場人物からの視線によって形成されるという性質を与えられたといえる」と考察している。そして各登場人物から見た綾子の姿について、相馬鼎は「まったくこの人は家庭的だ」「女らしいというより母親らしい」と思うように、綾子に母親や家庭のイメージを重ね、幸せな未来の象徴のように考えているとし、萌木素子も自分には欠如している「生きるための強い張り」「生まれつきの生命力」といった、自分の手に入れられないものを見出しつつ、綾子の中にも自分と同じように「心の中で、何かが破滅して行く、泯んで行く、何かが死んで行く」という感覚が巣食っていることを見抜いている、としている。そして「或る男」は、死別した自身の母親や幼馴染の「ああちゃん」と同じ寂しさを綾子が持っていることを覚知しているほか、自分や他の女たちにはない、神々しいまでの純粋さを綾子に託している、としている。そして、これらの像が交錯する中で、一見して素子とは対照的にどこにでもいそうな女性のように見える綾子は、「その実、彼女がなぜ死ななければならなかったのかということを含めて、『死の島』で最も不可解なのはこの綾子かもしれない」としている。
南谷覺正も同様に、綾子にのみ内的独白がなく、なぜ「或る男」のもとを去ったのかも不明だが、そこは読者の想像力による共同作業が期待されているということである、としている。相馬の小説「恋人たちの冬」では日常生活の関心のすれ違いが大きな要因と考えられているが、「或る男」の独白では自分と釣り合う人間ではないとして、男のほうから身を引いたように語られている、と指摘した上で、「とまれ綾子は, 暖かな家庭に恵まれてこなかった生い立ちというばかりでなく, そもそも戦後の日本社会がどうやっても充足させることのできないような何らかの純粋な憧れに起因する寂しさと, 「或る男」との同棲生活の破綻が決定的な要因となって自殺を図ったと」推測するしかない、としている。また、すぐに顔を赤らめたり泣いたりする辺りはやや童女的であり、「ある成長段階で, 愛情不足のためにネオテニー的となり, 永遠に「ああちゃん」の面影を留めることになったのかもしれない」と述べている。

#### 「或る男」
首藤基澄は、異色の登場人物である結婚詐欺師「或る男」を福永が「熱っぽく書きこんでいる」理由について、「一人で暖い寝床の中にのびのびと寝ているのが一番の幸福」と考える彼には当為がないだけに、「己の存在の核心に思考の手がのびる」存在であるとし、「そして、硬直した進歩主義者などの眼のとどかない心の壁を見、己の寂しさをのぞきこんで、心の古里である母の存在を浮き彫りにするのである」と指摘している。そして「己の母親は寂しい女だった」「母親が己にとっての古里」と述懐する男には、福永の母性思慕が色濃く出ているとし、また男のほかにも、綾子は実の母を知らず、素子は原爆で母を失っていることから、「三者三様に、母性思慕のメロディを大きく、小さく奏でていることに注目すれば、「死の島」が母をモチーフとする物語に発展していることが納得できよう」と述べている。
南谷覺正は、貧しい母子家庭に生まれ、性的に自堕落な母親が施療病院でボロ雑巾のように死に、教育も受けず、安定した職にも就かず、女にたかりながら暮らしているという「或る男」は、ごく普通の過程に育ち、堅気で生真面目な青年であり、良い教育を受けた文化的インテリである相馬鼎とは、多くの面で対照的な存在として描かれている、と指摘している。一方、綾子と素子だけは他の女たちと別格だと感じて惹かれている点では共通しているとし、また「虚無」に関しては相馬以上に鋭敏な嗅覚を持っており、綾子をお嬢さんとしか見ていない相馬に対し、「或る男」と綾子の間には、相馬と綾子の間の「お上品」な会話には見られない、生の人間同士の親しみが感じられる、と述べている。

### 原爆文学として
南谷覺正は、本作の知名度の低さについて言及した上で、原爆文学としても「一部の研究者を除けば, あまり評価されていないようである」とする一方、原爆文学の代表とされる井伏鱒二『黒い雨』を、原爆の悲惨さを語った最後に希望が仄見えるという形の「どちらかと言えば定型的な文学」とし、ほぼ同じ時期に執筆された『死の島』について、「それよりもはるかに現代のわれわれに近しいものを感じさせるのは, 原爆をわれわれ自身の悲惨と虚無に繫がる状況として捉えているからであろう」と評価している。その理由として、我々の多くは相馬鼎のように「平和に慣れっ子」のような存在だが、一方で「根源的な不安」を内包しており、そうした人たちの自殺は、我々の認識を目覚めさせ、故人の耐えた虚無を感じさせずにはおかないため、とし、「『死の島』は, 原爆を直接には知らない人間が, いかにしてその過去に繫がりを持ち得るか, ないしは持ち得ないかを誠実に探っている」と述べている。
相原和邦は、本作は従来の原爆文学とは趣を異にしているとし、現在と被爆当時という二つの時間軸を有するという点では井伏鱒二『黒い雨』と類似しているが、『死の島』では、最初のうち原爆問題はほとんど出てこず、出てきてのちも萌木素子の「内部」に限定されており、表に出てくるのはむしろ、相馬鼎や萌木素子の持つ小説論・絵画論・音楽論などである、と指摘している。また、原爆批判・戦争批判が直接的に表れている『黒い雨』に対して、『死の島』では現代における愛と死の問題を追求する姿勢が強く、被爆体験をしている萌木素子のみならず、相見綾子や「或る男」などもまた、愛を得られなかったがゆえの救いがたい虚無を抱えているとしている。また、三つの結末のいずれにおいても、積極的な生の肯定は出てくることがなく、死の優位と愛の不可能性の認識という、『風土』以来の福永のモチーフの到達点であり、戦後文学の共通モチーフでもある、と述べている。
その上で相原は、『死の島』は現代人の孤独と死がメインテーマでありつつも、それを照射する媒介として被爆体験がわかちがたく嵌め込まれているとし、「原爆は副次的な手段なのではない。現代人の心の闇を具体化すれば原爆に辿りつき、原爆を意味づければ現代人の運命に重なる。そのような相即不離な統一的観点から、原爆が位置づけられている」と述べている。そして、愛もしくはその不可能性の造形という点において、『死の島』は従来の原爆小説に新たな要素を付け加えるものであるとし、全く新しい形の原爆文学として評価するべきではないか、と評価している。

## 書誌情報

### 刊行本
- 『死の島』（上下巻、河出書房新社、上巻：1971年9月25日、下巻：1971年10月15日）
  - 装幀：駒井哲郎。四六判、布装、函入。上巻：本文464頁、下巻：本文450頁。上巻は、附録に「七曜表」の栞、下巻は「時刻表」の栞[66]。
- 『限定版 死の島』（上下巻、河出書房新社、上下巻ともに1973年4月）
  - 装幀：福永武彦。A5判、布装函に上下二巻入、総革装、限定350部、全冊番号入・著者書名。上巻：本文459頁、下巻：本文449頁[66]。
- 『新装版 死の島』（上下巻、河出書房新社、上下巻ともに1975年8月15日）
- 文庫版『死の島』〈新潮文庫〉（上下巻、新潮社、上下巻ともに1976年12月5日）
  - カバー装画：ムンク。上巻：本文460頁、下巻：本文449頁。解説（下巻）：加賀乙彦[66]。
- 文庫版『死の島』〈講談社文芸文庫〉（上下巻、講談社、上巻：2013年2月8日、下巻：2013年3月8日）
  - 装幀：菊地信義。

### 全集収録
- 『福永武彦全小説 第十巻』（新潮社、1974年7月25日）
  - 収録作品：「死の島 上巻」
- 『福永武彦全小説 第十一巻』（新潮社、1974年8月25日）
  - 収録作品：「死の島 下巻」
- 『福永武彦全集 第十巻』（新潮社、1988年4月20日）
  - 収録作品：「死の島 上巻」
- 『福永武彦全集 第十一巻』（新潮社、1988年5月20日）
  - 収録作品：「死の島 下巻」